# Успенка (Архангельський район)
Успе́нка (рос. Успенка, башк. Успенка) — присілок у складі Архангельського району Башкортостану, Росія. Входить до складу Краснокуртівської сільської ради.
Населення — 87 осіб (2010; 117 в 2002).
Національний склад:
- чуваші — 54 %
- росіяни — 38 %